# Amina Figarova
Amina Figarova (en azéri : Əminə Fiqarova), née le 2 décembre 1964 à Bakou, est une pianiste de jazz et compositrice de nationalité azerbaïdjanaise.

## Éducation musicale
Amina Figarova apprend à jouer du piano à l’âge de deux ans.
Elle est licenciée de l’école de musique Bul-Bul à Bakou. Son talent de compositeur se découvre lors de ses études secondaires, quand elle compose pour le piano et le violoncelle. En 1982, elle entre dans la classe de pianiste-interprète de l'académie de musique de Bakou, où elle travaille la musique classique.

## Carrière
En 1987, Amina Figarova remporte le concours des compositeurs d'URSS. En 1992, elle déménage à Rotterdam (Pays-Bas) où elle suit des cours de piano avec Robe Van Krifeld et des cours de chant avec la chanteuse américaine Koko York. Un an après, elle enregistre son premier disque, Attraction, qui présente ses compositions.
En 1998, Amina Figarova publie Another Me, deuxième album de compositions, une synthèse de rythmes latino-américains, de reggae et de jazz fusion. En 1999 sort son troisième album Firewind, en septet.
Amina Figarova enseigne le jazz au conservatoire de Rotterdam ainsi qu'au Berklee College of Music (Boston). En 1998, elle est admise à la Thelonious Monk Institute Jazz Colony à Aspen, Colorado.
En 2005, elle publie l’album Above the Clouds, qui entre au «top 10» de la radio américaine JazzWeek, et reste pendant cinq mois dans le «top 10» des charts de jazz américains. Cet album de la pianiste est apprécié par les critiques :

« ...Above the Clouds confirme que Figarova fait partie des compositeurs de jazz les plus importants de la dernière décennie… »

— Thomas Conrad, JazzTimes, novembre 2008